# New York City Marathon 1984
De New York City Marathon 1984 werd gelopen op zondag 28 oktober 1984. Het was de vijftiende editie van deze marathon.
De Italiaan Orlando Pizzolato zegevierde bij de mannen in 2:14.53. De Noorse Grete Waitz voegde een zesde overwinning aan haar reeds indrukwekkende palmares toe door bij de vrouwen als eerste te finishen in 2:29.30.
In totaal beëindigden 14.590 marathonlopers de wedstrijd, waarvan 12.195 mannen en 2395 vrouwen.

## Uitslagen

### Mannen
| rang   | naam                 | land | tijd    |
| ------ | -------------------- | ---- | ------- |
| Goud   | Orlando Pizzolato    | ITA  | 2:14.53 |
| Zilver | David Murphy         | ENG  | 2:15.36 |
| Brons  | Herbert Steffny      | GER  | 2:16.22 |
| 4      | Pat Petersen         | USA  | 2:16.35 |
| 5      | Gianni Demadonna     | ITA  | 2:17.05 |
| 6      | Michael Spöttel      | GER  | 2:17.11 |
| 7      | Antoni Niemczak      | POL  | 2:17.34 |
| 8      | Nicholas Brawn       | ENG  | 2:17.42 |
| 9      | Ahmed Mohamed Ismail | SOM  | 2:18.16 |
| 10     | Zackariah Barie      | TAN  | 2:18.27 |
| 11     | Ryszard Marczak      | POL  | 2:18.29 |
| 12     | Mehmet Terzi         | TUR  | 2:19.12 |
| 13     | Jukka Toivola        | FIN  | 2:19.18 |
| 14     | Lindsay Robertson    | SCO  | 2:20.09 |
| 15     | Mohammed Rutiginga   | TAN  | 2:20.29 |
| 16     | Mats Erixon          | SWE  | 2:20.38 |
| 17     | David J Clark        | SCO  | 2:21.04 |
| 18     | Johan Geirnaert      | BEL  | 2:21.09 |
| 19     | Kjeld Johnsen        | DEN  | 2:21.16 |
| 20     | Larry Barthlow       | USA  | 2:21.39 |
| 21     | Pedro Rodríguez      | ESP  | 2:21.52 |
| 22     | Alfonso Abellan      | ESP  | 2:22.01 |
| 23     | James Ashworth       | ENG  | 2:22.14 |
| 24     | Lou Supino           | USA  | 2:22.57 |
| 25     | Zoltan Kiss          | HUN  | 2:22.59 |

### Vrouwen
| rang   | naam               | land | tijd    |
| ------ | ------------------ | ---- | ------- |
| Goud   | Grete Waitz        | NOR  | 2:29.30 |
| Zilver | Veronique Marot    | ENG  | 2:33.58 |
| Brons  | Laura Fogli        | ITA  | 2:37.25 |
| 4      | Lizanne Bussieres  | CAN  | 2:37.34 |
| 5      | Judi St Hilaire    | USA  | 2:37.49 |
| 6      | Carey Edge         | IRL  | 2:38.11 |
| 7      | Renata Walendziak  | POL  | 2:40.48 |
| 8      | Charlotte Teske    | GER  | 2:41.16 |
| 9      | Rita Marchisio     | ITA  | 2:41.18 |
| 10     | Laura Dewald       | USA  | 2:42.12 |
| 11     | Gabriele Andersen  | SUI  | 2:42.24 |
| 12     | Gillian Horovitz   | ENG  | 2:43.27 |
| 13     | Mary O'connor      | NZL  | 2:45.00 |
| 14     | Evy Palm           | SWE  | 2:45.18 |
| 15     | Linda Begley       | USA  | 2:45.27 |
| 16     | Joyce Smith        | ENG  | 2:46.17 |
| 17     | Caroll Myers       | USA  | 2:46.25 |
| 18     | Daniela Tiberti    | ITA  | 2:46.59 |
| 19     | Paola Moro         | ITA  | 2:47.17 |
| 20     | Deirdre O'farrelly | IRL  | 2:47.56 |
| 21     | Kiki Sweigart      | USA  | 2:48.11 |
| 22     | Sissel Grottenberg | NOR  | 2:50.44 |
| 23     | Chantal Langlacé   | FRA  | 2:51.59 |
| 24     | Birgit Lennartz    | GER  | 2:52.39 |
| 25     | Carol Gould        | ENG  | 2:54.47 |

1970 ·
1971 ·
1972 ·
1973 ·
1974 ·
1975 ·
1976 ·
1977 ·
1978 ·
1979 ·
1980 ·
1981 ·
1982 ·
1983 ·
1984 ·
1985 ·
1986 ·
1987 ·
1988 ·
1989 ·
1990 ·
1991 ·
1992 ·
1993 ·
1994 ·
1995 ·
1996 ·
1997 ·
1998 ·
1999 ·
2000 ·
2001 ·
2002 ·
2003 ·
2004 ·
2005 ·
2006 ·
2007 ·
2008 ·
2009 ·
2010 ·
2011 ·
2012 · 
2013 ·
2014 ·
2015 ·
2016 ·
2017 ·
2018 ·
2019 ·
2020 · 
2021 ·
2022 ·
2023 ·
2024